# Piotr Wiwczarek
Piotr Paweł Wiwczarek (nacido el 22 de octubre de 1965 en Olsztyn, Polonia), también conocido como Peter, es un guitarrista y vocalista polaco, famoso por ser el líder de la banda de death metal Vader. Actualmente también ha comenzado a tocar el bajo. Su voz es su principal peculiaridad, engola mucho en las canciones y ha tenido buenas críticas por los expertos. Él es también un miembro de Bandid Rockin', Panzer X y Para Wino Band y es el productor de varios de los comunicados de Vader.
Piotr se convirtió también en productor por primera vez en 1999, cuando se produjo el lanzamiento del grupo de death metal polaco Decapitated, Winds of Creation.

## Discografía

### ConVader
- The Ultimate Incantation - (1992)
- De Profundis - (1995)
- Future of the past - (1996)
- Black to the Blind - (1997)
- Litany - (2000)
- Revelations - (2002)
- Night of the Apocalypse - (2004)
- Impressions in Blood - (2006)
- Necropolis - (2009)
- Welcome To The Morbid Reich - (2011)

### Con otras bandas
- Slashing Death - Live at Thrash Camp (1988)
- Sweet Noise - Getto (1996)
- Impurity - In Pain We Trust (1990)
- Para Wino Band - Bandid Rockin (1993)
- Kingdom of the Lie - About the Rising Star (1993)
- Decapitated - Winds of Creation (2000)
- CETI - Shadow of the Angel (2003)
- Panzer X - Steel Fist (2004)

## Filmografía
- Historia polskiego rocka (2008, documental, dirigido por: Leszek Gnoiński, Wojciech Słota)
- Wikimedia Commons alberga una categoría multimedia sobre Piotr Wiwczarek.

- Datos: Q2465087
- Multimedia: Piotr Wiwczarek / Q2465087